# Arlegui
Arlegui (Arlegi en euskera) es una localidad española y un concejo de la Comunidad Foral de Navarra  perteneciente al municipio de la Cendea de Galar. Está situado en la Merindad de Pamplona, en la Cuenca de Pamplona y a 9,5 km de la capital de la comunidad, Pamplona, formando parte de su área metropolitana. Su población en 2022 fue de 69 habitantes (INE).

## Toponimia
El nombre tiene un significado dudoso si bien Luis Michelena teniendo en cuenta documentación antigua piensa que es una voz en euskera compuesta por erle, «abeja», y el sufijo locativo -egi, (h-egi significa cuesta o ladera) por lo que su significado sería «lugar de abejas», «abejera», «colmena de abejas» o «cuesta de las abejas».
También es posible que se compusiera de los vocablos ar-, variante de (h)arri  que significa «piedra» y -(l)egi, sufijo que indica lugar como pasa con los nombres de localidades como Beorlegui, Laturlegui, Irulegui etc.
Popularmente también se le ha atribuido el significado de «helechal» o «lugar de la fosa».
Entre los siglos XII y XVI, tal y como se recoge en el Nomenclátor Euskérico de Navarra (NEN), el nombre de la localidad se ha escrito de las siguientes formas: Arlagui, Arlegui, Arllegui, Erelegui, Herleghi.
En cuanto a la toponimia que encontramos en el término del pueblo, la mayor parte de los nombres proceden del euskera. Ejemplos de ello son nombres como "Auzalor", "Aldabarren", "Indarte", "Ezpeldiko", "Dorrondo", "Apezterreka" o "Txomorgain", que demuestran que hasta no hace demasiado tiempo, concretamente hasta finales del siglo XIX, la lengua materna de los naturales de Arlegui era el euskera.

## Geografía física

### Situación
La localidad se encuentra situada en la parte central de la Comunidad Foral de Navarra, al sur de la Cuenca de Pamplona y en el centro de la Cendea de Galar en la ladera del monte Santa Cruz el cual pertenece a la sierra del Perdón a una altitud de 585 m s. n. m. Su término concejil tiene una superficie de 3,2 km² y limita al norte con el concejo de Esparza, al sur con el de Subiza, al este con el municipio de Beriáin y al oeste con el concejo Zariquiegui en el municipio de la Cendea de Cizur.

## Comunicaciones
| Eskualdeko Hiri Garraioa/Transporte Urbano Comarcal |   |
| Taxi Iruñerria                                      |   |
| Zona                                                | B |
| Estaciones                                          |   |

## Demografía
| Gráfica de evolución demográfica de Arlegui entre 2000 y 2022 |
|                                                               |
| Datos según el nomenclátor publicado por el INE.              |